# Maria de Nassau
Maria Guilhermina Frederica Isabel de Nassau (em alemão:  Marie Wilhelmine Friederike Elisabeth; Biebrich, 29 de janeiro de 1825 — Neuwied, 24 de março de 1902) foi a filha mais nova do primeiro casamento do príncipe Guilherme, Duque de Nassau com a princesa Luísa de Saxe-Hildburghausen. Casou-se com o príncipe Guilherme Carlos de Wied e foi mãe da rainha Isabel da Roménia.

## Família
Maria nasceu em Biebrich, no ducado de Nassau, sendo a filha mais nova do primeiro casamento do duque Guilherme de Nassau com a duquesa Luísa de Saxe-Hildburghausen, uma filha do duque Frederico de Saxe-Altemburgo. Era irmã do duquesa Teresa de Oldemburgo, do grão-duque Adolfo de Luxemburgo e meia-irmã da princesa Helena de Waldeck e Pyrmont e da rainha Sofia da Suécia e da Noruega.

## Casamento e descendência
Maria casou-se no dia 20 de junho de 1842 com o príncipe Guilherme Carlos de Wied, filho mais velho do príncipe João Augusto Carlos de Wied e da princesa Sofia Augusta de Solms-Braunfels. Tiveram três filhos:
1. Isabel de Wied (29 de dezembro de 1843 – 3 de março de 1916), casada com o rei Carlos I da Roménia; com descendência.
2. Guilherme de Wied (22 de agosto de 1845 – 22 de outubro de 1907), casado com a princesa Maria dos Países Baixos; com descendência.
3. Oto de Wied (22 de novembro de 1850 – 18 de fevereiro de 1862), morreu com onze anos de idade.

## Vida privada
Segundo a escritora e socialite alemã Marie von Bunsen, a princesa Maria terá tido uma relação com o político de Baden Franz von Roggenbach com quem se poderá ter casado morganaticamente após a morte do marido.

## Genealogia
| Maria de Nassau | Pai: Guilherme, Duque de Nassau   | Avô paterno: Frederico Guilherme de Nassau-Weilburg   | Bisavô paterno: Carlos Cristiano de Nassau-Weilburg                 |
| Maria de Nassau | Pai: Guilherme, Duque de Nassau   | Avô paterno: Frederico Guilherme de Nassau-Weilburg   | Bisavó paterna: Carolina de Orange-Nassau                           |
| Maria de Nassau | Pai: Guilherme, Duque de Nassau   | Avó paterna: Luísa Isabel de Kirchberg                | Bisavô paterno: Guilherme Jorge de Kirchberg                        |
| Maria de Nassau | Pai: Guilherme, Duque de Nassau   | Avó paterna: Luísa Isabel de Kirchberg                | Bisavó paterna: Isabel Augusta Reuss de Greiz                       |
| Maria de Nassau | Mãe: Luísa de Saxe-Hildburghausen | Avô materno: Frederico de Saxe-Altemburgo             | Bisavô materno: Ernesto Frederico III, Duque de Saxe-Hildburghausen |
| Maria de Nassau | Mãe: Luísa de Saxe-Hildburghausen | Avô materno: Frederico de Saxe-Altemburgo             | Bisavó materna: Ernestina Augusta de Saxe-Weimar                    |
| Maria de Nassau | Mãe: Luísa de Saxe-Hildburghausen | Avó materna: Carlota Jorgina de Mecklemburgo-Strelitz | Bisavô materno: Carlos II de Mecklemburgo-Strelitz                  |
| Maria de Nassau | Mãe: Luísa de Saxe-Hildburghausen | Avó materna: Carlota Jorgina de Mecklemburgo-Strelitz | Bisavó materna: Frederica de Hesse-Darmstadt                        |